# Gammaropsis liuruiyui
Gammaropsis liuruiyui is een vlokreeftensoort uit de familie van de Photidae. De wetenschappelijke naam van de soort is voor het eerst geldig gepubliceerd in 1992 door Ren.